# 两个不走
两个不走，也称不走老路邪路，是中国共产党2012年提出的政治术语，即既不走封闭僵化的老路、也不走改旗易帜的邪路，用以维护中国共产党的领导地位和中国特色社会主义道路。

## 历史
2012年11月，中共中央总书记胡锦涛在中共十八大报告中提出“坚定不移高举中国特色社会主义伟大旗帜，既不走封闭僵化的老路、也不走改旗易帜的邪路。”人民网评论认为，这是对中国特色社会主义理论体系（邓小平理论、“三个代表”重要思想和科学发展观）的坚持和强调。
2017年10月，中共中央总书记习近平在中共十九大报告中说“全党要更加自觉地增强道路自信、理论自信、制度自信、文化自信，既不走封闭僵化的老路，也不走改旗易帜的邪路，保持政治定力，坚持实干兴邦，始终坚持和发展中国特色社会主义。” 2018年1月5日他又强调，“党的十九大作出中国特色社会主义进入新时代这个重大政治论断，我们必须认识到，这个新时代是中国特色社会主义新时代，而不是别的什么新时代。”
2021年，《中共中央关于党的百年奋斗重大成就和历史经验的决议》指“只要我们既不走封闭僵化的老路，也不走改旗易帜的邪路，坚定不移走中国特色社会主义道路，就一定能够把我国建设成为富强民主文明和谐美丽的社会主义现代化强国”。
2022年10月，中共中央总书记习近平在中共二十大报告中说“既不走封闭僵化的老路，也不走改旗易帜的邪路，坚持把国家和民族发展放在自己力量的基点上，坚持把中国发展进步的命运牢牢掌握在自己手中。”